# HD186984
HD186984 — хімічно пекулярна зоря спектрального класу A5, що має видиму зоряну величину в смузі V приблизно  6,1.
Вона  розташована на відстані близько 203,8 світлових років від Сонця.

## Фізичні характеристики
Зоря HD186984 обертається 
досить швидко 
навколо своєї осі. Проєкція її екваторіальної швидкості на промінь зору становить  Vsin(i)=103км/сек.